# Mel·lífer de Malaita
El mel·lífer de Malaita (Myzomela malaitae) és un ocell de la família dels melifàgids (Meliphagidae).

## Hàbitat i distribució
Habita els boscos de l'illa de Malaita, a les Illes Salomó.